# Zero (chanson de Chris Brown)
Singles de Chris Brown
Moses
(2015) Play No Games
(2015)
Zero est le second single de Chris Brown issu de son album Royalty. 

## Classement
| Classement (2015)                       | Meilleure position |
| --------------------------------------- | ------------------ |
| Belgique (Flandre Ultratop 50 Singles)  | 25                 |
| Belgique (Wallonie Ultratop 50 Singles) | 33                 |
| France (SNEP)                           | 181                |
| Royaume-Uni (UK Singles Chart)          | 68                 |
| États-Unis (Hot 100)                    | 80                 |